# Campinas Futebol Clube (Goiás)
O Campinas Futebol Clube surgiu da fusão entre a Associação Campineira de Esportes e o Santa Rita Esporte Clube. Chegou a disputar o Campeonato Goiano.
Em 1968 se fortaleceria ao se juntar com a equipe do Vila Aurora mantendo o seu nome original.

## Revelações
Campinas Futebol Clube se consagrou com o tempo e revelando jogadores,
Nessa temporada 2019 vários garotos da base vem se destacando, Atacante Adson, Meia Esquerdo  Gustavo, Zagueiro Maycon Vinícius.

## Fusão com o Vila Nova
Em 1973 já mais consolidado e com patrimônio que incluía sede social, o Campinas faz uma fusão com o Vila Nova. Vários jogadores do Campinas foram incorporados ao elenco do Vila Nova conquistando inclusive o campeonato Goiano de 73. Na sua curta duração como clube da elite o Campinas Futebol Clube teve vários momentos de glória.

## Atualmente
Atualmente o clube não faz mais parte do Vila Nova e faz um trabalho social muito bonito e relevante.
Disputa Campeonatos de Base e Escolinhas nas modalidades Futebol e Futebol Society.
Não possui mais o departamento profissional.

## Estádio
O novo estádio do Campinas se chama Arena Campinas, e é o único do estado de Goiás a conter grama sintética. É utilizado para Futebol e Futebol Society

## Títulos
| Estaduais | Estaduais                            | Estaduais | Estaduais  |
|           | Competição                           | Títulos   | Temporadas |
| --------- | ------------------------------------ | --------- | ---------- |
| Goiás     | Seletiva do Campeonato Goiano 1971-2 | 1         | 1971       |

### Jogos internacionais
| Mandante | Placar | Visitante | Competição                  |
| -------- | ------ | --------- | --------------------------- |
| Campinas | 0–0    | Racing    | Torneio Ibsen Henrique 1972 |

## Ligações Externas
- Site oficial